# プリセツカヤ (小惑星)
プリセツカヤ (4626 Plisetskaya) は、小惑星帯の小惑星。リュドミーラ・カラチキナがクリミア天体物理天文台で発見した。
ロシアのバレエダンサー、マイヤ・プリセツカヤに因んで名付けられた。